# Otto Rehhagel
Otto Rehhagel (Essen, 9 agosto 1938) è un ex calciatore e allenatore di calcio tedesco, di ruolo difensore.
Durante la sua carriera da allenatore, si è reso protagonista di due tra le più grandi imprese nella storia del calcio moderno: vincere il campionato tedesco alla guida del neopromosso Kaiserslautern nel 1998 e vincere il campionato europeo alla guida della nazionale greca nel 2004.

## Biografia

### Calciatore
Rehhagel ha giocato con la squadra della sua città, il Rot-Weiss Essen, dal 1960 al 1963.
Nel 1963 è approdato in Bundesliga, all'Hertha Berlino, militandovi per tre stagioni; dal 1966 al 1972 ha giocato con il Kaiserslautern.

### Allenatore
Cominciò ad allenare il 1º luglio 1972 al Saarbrücken, rimanendovi fino al 30 giugno 1973. Dal 1º luglio è vice di Gyula Lóránt al Kickers Offenbach; l'anno successivo sostituisce Lóránt alla guida del club. Dal 29 gennaio 1976 al 1º luglio 1976 allena il Werder Brema. Dal 14 giugno 1976 al 30 gennaio 1978 allena il Borussia Dortmund; durante la sua gestione, tale squadra incassò una clamorosa sconfitta per 0-12 contro il Mönchengladbach.
Dal 10 ottobre 1978 all'11 ottobre 1979 guidò l'Arminia Bielefeld. Dal 12 ottobre 1979 al 5 dicembre 1980 allenò il Fortuna Düsseldorf, che portò alla vittoria in Coppa di Germania. Dal 2 aprile 1981 al 30 giugno 1995 allenò di nuovo il Werder Brema, portandolo alla vittoria di due campionati tedeschi, nel 1987-1988 e nel 1992-1993, e di due Coppe di Germania, cui si aggiunge una Coppa delle Coppe (1991-1992).
Il 1º luglio 1995 assunse l'incarico di allenatore del Bayern Monaco, subentrando a Giovanni Trapattoni. La stagione 1995-1996 fu segnata da vari dissapori con il presidente Franz Beckenbauer: dopo un cammino difficoltoso nella seconda parte del campionato, Rehhagel fu esonerato tre settimane prima della finale di andata di Coppa UEFA e rimpiazzato, il 27 aprile 1996, proprio da Beckenbauer, che condusse la squadra alla vittoria della coppa.
Dopo l'esperienza al Bayern, Rehhagel allenò il Kaiserslautern dal 20 luglio 1996 al 1º ottobre 2000. Nel 1997 la squadra, retrocessa l'anno prima, riuscì a risalire in Bundesliga immediatamente. Nell'annata seguente la squadra di Rehhagel compì un'impresa storica, vincendo da neo-promossa il campionato nel 1997-1998, evento senza precedenti nella storia del calcio tedesco.
Il 9 agosto 2000 divenne commissario tecnico della nazionale greca subentrando a Vassilis Daniil, in carica dal 1999. Rehhagel esordì nell'ottobre 2001 con una sconfitta per 5-1 sul campo della Finlandia in una partita di qualificazione al campionato del mondo 2002. La formazione ellenica iniziò male anche le qualificazioni al campionato d'Europa 2004, con due sconfitte per 2-0 contro Spagna e Ucraina, ma poi riuscì a vincere tutti i successivi sei incontri, l'ultimo dei quali per 1-0 contro l'Irlanda del Nord nell'ottobre 2003, e chiuse al comando il girone eliminatorio, qualificandosi per la fase finale di un europeo a 24 anni di distanza dall'ultima volta.
Rehhagel guidò i suoi ad un'inattesa vittoria contro il Portogallo padrone di casa nella gara d'apertura della fase finale dell'europeo (2-1 dopo che la Grecia si era portata sul 2-0), poi ad un pareggio in rimonta (1-1) con la Spagna e ad una sconfitta di misura con la Russia già eliminata (1-2). La Grecia si qualificò clamorosamente per i quarti di finale a spese degli spagnoli in virtù del secondo posto nel girone, dopo i padroni di casa portoghesi, e del maggior numero di gol segnati rispetto alle Furie rosse, a parità di differenza reti. La squadra di Rehhagel continuò a stupire, eliminando ai quarti di finale la Francia campione d'Europa in carica (1-0) ed in semifinale la favorita Rep. Ceca (1-0 dopo i supplementari a seguito di un silver goal). Arrivata in finale, la Grecia sconfisse nuovamente il Portogallo (1-0) e, sovvertendo completamente qualsiasi possibile pronostico, conquistò il primo ed unico titolo europeo della propria storia. Rehhagel diventò il primo, e finora unico, allenatore della storia a vincere il campionato europeo alla guida di una nazionale diversa da quella del suo Paese.
Dopo il successo europeo, la Grecia di Rehhagel non fu capace di qualificarsi per il mondiale di Germania 2006, classificandosi al quarto posto nel girone di qualificazione, alle spalle di Ucraina, Turchia e Danimarca. Rehhagel rimase ad allenare la nazionale ellenica e la condusse alla qualificazione al campionato d'Europa 2008. La squadra fu eliminata al primo turno, piazzandosi ultima nel proprio girone dopo aver rimediato tre sconfitte in altrettante partite.
Rehhagel fu comunque riconfermato sulla panchina della nazionale greca, che condusse alla qualificazione al mondiale del 2010 grazie al secondo posto nel suo girone e alla vittoria nel play-off contro l'Ucraina. Il successo valse alla Grecia la prima qualificazione ad un mondiale dopo sedici anni. In Sudafrica la Grecia perse la prima partita per 2-0 contro la Corea del Sud, compromettendo la qualificazione. Rehhagel portò la nazionale greca alla vittoria (la prima nella fase finale di un mondiale per i greci) contro la Nigeria (2-1), ma la successiva sconfitta (2-0) contro l'Argentina non gli permise di superare il primo turno. Il 23 giugno 2010 Rehhagel lasciò, dopo nove anni, la panchina della nazionale greca, di cui è tuttora il secondo CT rimasto in carica più a lungo nonché il più vittorioso in assoluto; al suo posto venne ingaggiato il portoghese Fernando Santos.
Il 18 gennaio 2012 venne ingaggiato come tecnico dall'Hertha Berlino, sostituendo l'esonerato Michael Skibbe. Per Rehhagel si trattò di un ritorno all'Hertha, visto che nel triennio 1963-1966 ne aveva vestito la maglia da calciatore. A fine stagione la squadra retrocesse dopo lo spareggio con il Fortuna Düsseldorf e l'allenatore non fu confermato.

## Statistiche

### Statistiche da allenatore

#### Club
Statistiche aggiornate al 18 settembre 2024. In grassetto le competizioni vinte.
| Stagione                  | Squadra                   | Campionato                | Campionato | Campionato | Campionato | Campionato | Coppe nazionali | Coppe nazionali | Coppe nazionali | Coppe nazionali | Coppe nazionali | Coppe continentali | Coppe continentali | Coppe continentali | Coppe continentali | Coppe continentali | Altre coppe | Altre coppe | Altre coppe | Altre coppe | Altre coppe | Totale | Totale | Totale | Totale | % Vittorie | Piazzamento      |
| Stagione                  | Squadra                   | Comp                      | G          | V          | N          | P          | Comp            | G               | V               | N               | P               | Comp               | G                  | V                  | N                  | P                  | Comp        | G           | V           | N           | P           | G      | V      | N      | P      | %          | Piazzamento      |
| ------------------------- | ------------------------- | ------------------------- | ---------- | ---------- | ---------- | ---------- | --------------- | --------------- | --------------- | --------------- | --------------- | ------------------ | ------------------ | ------------------ | ------------------ | ------------------ | ----------- | ----------- | ----------- | ----------- | ----------- | ------ | ------ | ------ | ------ | ---------- | ---------------- |
| 1972-1973                 | Saarbrücken               | RL                        | 30         | 7          | 10         | 13         | -               | -               | -               | -               | -               | -                  | -                  | -                  | -                  | -                  | -           | -           | -           | -           | -           | 30     | 7      | 10     | 13     | 23,33      | 13°              |
| apr.-mag. 1974            | Kickers Offenbach         | BL                        | 6          | 2          | 2          | 2          | CG              | 1               | 0               | 0               | 1               | -                  | -                  | -                  | -                  | -                  | -           | -           | -           | -           | -           | 7      | 2      | 2      | 3      | 28,57      | Sub. 10°         |
| 1974-1975                 | Kickers Offenbach         | BL                        | 34         | 17         | 4          | 13         | CG              | 1               | 0               | 0               | 1               | -                  | -                  | -                  | -                  | -                  | -           | -           | -           | -           | -           | 35     | 17     | 4      | 14     | 48,57      | 8°               |
| ago.-dic. 1975            | Kickers Offenbach         | BL                        | 17         | 4          | 4          | 9          | CG              | 1               | 0               | 0               | 1               | -                  | -                  | -                  | -                  | -                  | -           | -           | -           | -           | -           | 18     | 4      | 4      | 10     | 22,22      | Eson.            |
| Totale Kickers Offenbach  | Totale Kickers Offenbach  | Totale Kickers Offenbach  | 57         | 23         | 10         | 24         |                 | 3               | 0               | 0               | 3               |                    | -                  | -                  | -                  | -                  |             | -           | -           | -           | -           | 60     | 23     | 10     | 27     | 38,33      |                  |
| mar.-giu. 1976            | Werder Brema              | BL                        | 13         | 4          | 5          | 4          | CG              | -               | -               | -               | -               | -                  | -                  | -                  | -                  | -                  | -           | -           | -           | -           | -           | 13     | 4      | 5      | 4      | 30,77      | Sub. 13°         |
| 1976-1977                 | Borussia Dortmund         | BL                        | 34         | 12         | 10         | 12         | CG              | 4               | 2               | 1               | 1               | -                  | -                  | -                  | -                  | -                  | -           | -           | -           | -           | -           | 38     | 14     | 11     | 13     | 36,84      | 8°               |
| 1977-1978                 | Borussia Dortmund         | BL                        | 34         | 14         | 5          | 15         | CG              | 2               | 1               | 0               | 1               | -                  | -                  | -                  | -                  | -                  | -           | -           | -           | -           | -           | 36     | 15     | 5      | 16     | 41,67      | 11°              |
| Totale Borussia Dortmund  | Totale Borussia Dortmund  | Totale Borussia Dortmund  | 68         | 26         | 15         | 27         |                 | 6               | 3               | 1               | 2               |                    | -                  | -                  | -                  | -                  |             | -           | -           | -           | -           | 74     | 29     | 16     | 29     | 39,19      |                  |
| ott. 1978-1979            | Arminia Bielefeld         | BL                        | 26         | 8          | 6          | 12         | CG              | -               | -               | -               | -               | -                  | -                  | -                  | -                  | -                  | -           | -           | -           | -           | -           | 26     | 8      | 6      | 12     | 30,77      | Sub. 16° (retr.) |
| lug.-ott. 1979            | Arminia Bielefeld         | 2BL                       | 9          | 5          | 3          | 1          | CG              | 2               | 2               | 0               | 0               | -                  | -                  | -                  | -                  | -                  | -           | -           | -           | -           | -           | 11     | 7      | 3      | 1      | 63,64      | Dimis.           |
| Totale Arminia Bielefeld  | Totale Arminia Bielefeld  | Totale Arminia Bielefeld  | 35         | 13         | 9          | 13         |                 | 2               | 2               | 0               | 0               |                    | -                  | -                  | -                  | -                  |             | -           | -           | -           | -           | 37     | 15     | 9      | 13     | 40,54      |                  |
| ott. 1979-1980            | Fortuna Düsseldorf        | BL                        | 26         | 11         | 5          | 10         | CG              | 5               | 5               | 0               | 0               | CdC                | -                  | -                  | -                  | -                  | -           | -           | -           | -           | -           | 31     | 16     | 5      | 10     | 51,61      | Sub. 11°         |
| lug.-dic. 1980            | Fortuna Düsseldorf        | BL                        | 15         | 4          | 3          | 8          | CG              | 3               | 3               | 0               | 0               | CdC                | 4                  | 3                  | 1                  | 0                  | -           | -           | -           | -           | -           | 22     | 10     | 4      | 8      | 45,45      | Eson.            |
| Totale Fortuna Düsseldorf | Totale Fortuna Düsseldorf | Totale Fortuna Düsseldorf | 41         | 15         | 8          | 18         |                 | 8               | 8               | 0               | 0               |                    | 4                  | 3                  | 1                  | 0                  |             | -           | -           | -           | -           | 53     | 26     | 9      | 18     | 49,06      |                  |
| apr.-mag. 1981            | Werder Brema              | 2BL                       | 10         | 7          | 2          | 1          | CG              | -               | -               | -               | -               | -                  | -                  | -                  | -                  | -                  | -           | -           | -           | -           | -           | 10     | 7      | 2      | 1      | 70,00      | Sub. 1° (prom.)  |
| 1981-1982                 | Werder Brema              | BL                        | 34         | 17         | 8          | 9          | CG              | 5               | 4               | 0               | 1               | -                  | -                  | -                  | -                  | -                  | Int         | 6           | 5           | 1           | 0           | 45     | 26     | 9      | 10     | 57,78      | 5°               |
| 1982-1983                 | Werder Brema              | BL                        | 34         | 23         | 6          | 5          | CG              | 2               | 1               | 0               | 1               | CU                 | 6                  | 3                  | 1                  | 2                  | Int         | 6           | 3           | 1           | 2           | 48     | 30     | 8      | 10     | 62,50      | 2°               |
| 1983-1984                 | Werder Brema              | BL                        | 34         | 19         | 7          | 8          | CG              | 5               | 4               | 0               | 1               | CU                 | 4                  | 1                  | 2                  | 1                  | Int         | 6           | 3           | 1           | 2           | 49     | 27     | 10     | 12     | 55,10      | 5°               |
| 1984-1985                 | Werder Brema              | BL                        | 34         | 18         | 10         | 6          | CG              | 4               | 3               | 0               | 1               | CU                 | 2                  | 1                  | 0                  | 1                  | -           | -           | -           | -           | -           | 40     | 22     | 10     | 8      | 55,00      | 2°               |
| 1985-1986                 | Werder Brema              | BL                        | 34         | 20         | 9          | 5          | CG              | 3               | 2               | 0               | 1               | CU                 | 2                  | 1                  | 0                  | 1                  | Int         | 6           | 4           | 1           | 1           | 45     | 27     | 10     | 8      | 60,00      | 2°               |
| 1986-1987                 | Werder Brema              | BL                        | 34         | 17         | 6          | 11         | CG              | 2               | 0               | 2               | 0               | CU                 | 2                  | 1                  | 0                  | 1                  | -           | -           | -           | -           | -           | 38     | 18     | 8      | 12     | 47,37      | 5°               |
| 1987-1988                 | Werder Brema              | BL                        | 34         | 22         | 8          | 4          | CG              | 6               | 4               | 1               | 1               | CU                 | 10                 | 4                  | 3                  | 3                  | -           | -           | -           | -           | -           | 50     | 30     | 12     | 8      | 60,00      | 1°               |
| 1988-1989                 | Werder Brema              | BL                        | 34         | 18         | 8          | 8          | CG              | 6               | 5               | 0               | 1               | CC                 | 6                  | 2                  | 2                  | 2                  | SG          | 1           | 1           | 0           | 0           | 47     | 26     | 10     | 11     | 55,32      | 3°               |
| 1989-1990                 | Werder Brema              | BL                        | 34         | 10         | 14         | 10         | CG              | 6               | 5               | 0               | 1               | CU                 | 10                 | 6                  | 2                  | 2                  | -           | -           | -           | -           | -           | 50     | 21     | 16     | 13     | 42,00      | 7°               |
| 1990-1991                 | Werder Brema              | BL                        | 34         | 14         | 14         | 6          | CG              | 7               | 5               | 2               | 0               | -                  | -                  | -                  | -                  | -                  | -           | -           | -           | -           | -           | 41     | 19     | 16     | 6      | 46,34      | 3°               |
| 1991-1992                 | Werder Brema              | BL                        | 38         | 11         | 16         | 11         | CG              | 5               | 4               | 1               | 0               | CdC                | 9                  | 7                  | 1                  | 1                  | SG          | 2           | 1           | 0           | 1           | 54     | 23     | 18     | 13     | 42,59      | 9°               |
| 1992-1993                 | Werder Brema              | BL                        | 34         | 19         | 10         | 5          | CG              | 5               | 4               | 0               | 1               | CdC                | 4                  | 1                  | 0                  | 3                  | SU          | 2           | 0           | 1           | 1           | 45     | 24     | 11     | 10     | 53,33      | 1°               |
| 1993-1994                 | Werder Brema              | BL                        | 34         | 13         | 10         | 11         | CG              | 6               | 4               | 2               | 0               | UCL                | 10                 | 4                  | 3                  | 3                  | SG          | 1           | 0           | 1           | 0           | 51     | 21     | 16     | 14     | 41,18      | 8°               |
| 1994-1995                 | Werder Brema              | BL                        | 34         | 20         | 8          | 6          | CG              | 1               | 0               | 0               | 1               | CdC                | 4                  | 1                  | 1                  | 2                  | SG          | 1           | 1           | 0           | 0           | 40     | 22     | 9      | 9      | 55,00      | 2°               |
| Totale Werder Brema       | Totale Werder Brema       | Totale Werder Brema       | 503        | 252        | 141        | 110        |                 | 63              | 45              | 8               | 10              |                    | 69                 | 32                 | 15                 | 22                 |             | 31          | 18          | 6           | 7           | 666    | 347    | 170    | 149    | 52,10      |                  |
| 1995-apr. 1996            | Bayern Monaco             | BL                        | 30         | 18         | 4          | 8          | CG              | 2               | 1               | 0               | 1               | CU                 | 10                 | 8                  | 1                  | 1                  | -           | -           | -           | -           | -           | 42     | 27     | 5      | 10     | 64,29      | Eson.            |
| 1996-1997                 | Kaiserslautern            | 2.BL                      | 34         | 19         | 11         | 4          | CG              | 1               | 0               | 0               | 1               | CdC                | 2                  | 1                  | 0                  | 1                  | SG          | 1           | 0           | 1           | 0           | 38     | 20     | 12     | 6      | 52,63      | 1° (prom.)       |
| 1997-1998                 | Kaiserslautern            | BL                        | 34         | 19         | 11         | 4          | CG              | 3               | 2               | 0               | 1               | -                  | -                  | -                  | -                  | -                  | -           | -           | -           | -           | -           | 37     | 21     | 11     | 5      | 56,76      | 1°               |
| 1998-1999                 | Kaiserslautern            | BL                        | 34         | 17         | 6          | 11         | CG              | 2               | 1               | 1               | 0               | UCL                | 8                  | 4                  | 1                  | 3                  | CdL         | 1           | 0           | 0           | 1           | 45     | 22     | 8      | 15     | 48,89      | 5°               |
| 1999-2000                 | Kaiserslautern            | BL                        | 34         | 15         | 5          | 14         | CG              | 1               | 0               | 1               | 0               | CU                 | 6                  | 4                  | 0                  | 2                  | CdL         | 1           | 0           | 0           | 1           | 42     | 19     | 6      | 17     | 45,24      | 5°               |
| ago.-set. 2000            | Kaiserslautern            | BL                        | 7          | 2          | 2          | 3          | CG              | 1               | 1               | 0               | 0               | CU                 | 2                  | 1                  | 0                  | 1                  | CdL         | 2           | 1           | 0           | 1           | 12     | 5      | 2      | 5      | 41,67      | Dimis.           |
| Totale Kaiserslautern     | Totale Kaiserslautern     | Totale Kaiserslautern     | 143        | 72         | 35         | 36         |                 | 8               | 4               | 2               | 2               |                    | 18                 | 10                 | 1                  | 7                  |             | 5           | 1           | 1           | 3           | 174    | 87     | 39     | 48     | 50,00      |                  |
| feb.-giu. 2012            | Hertha Berlino            | BL                        | 12+2       | 3+0        | 2+1        | 7+1        | CG              | -               | -               | -               | -               | -                  | -                  | -                  | -                  | -                  | -           | -           | -           | -           | -           | 14     | 3      | 3      | 8      | 21,43      | Sub. 16° (retr.) |
| Totale Carriera           | Totale Carriera           | Totale Carriera           | 921        | 429        | 235        | 257        |                 | 96              | 64              | 11              | 21              |                    | 101                | 53                 | 18                 | 30                 |             | 32          | 18          | 7           | 7           | 1 150  | 564    | 271    | 315    | 49,04      |                  |

## Palmarès

### Club

#### Competizioni nazionali
- Coppa di Germania: 3  (record condiviso con Karl-Heinz Feldkamp, Ottmar Hitzfeld, Udo Lattek, Thomas Schaaf e Hennes Weisweiler)

Fortuna Düsseldorf: 1979-1980
Werder Brema: 1990-1991, 1993-1994
- Campionato di Germania: 3

Werder Brema: 1987-1988, 1992-1993
Kaiserslautern: 1997-1998
- 2. Bundesliga: 2

Werder Brema: 1980-1981
Kaiserslautern: 1996-1997
- Supercoppa di Germania: 3  (record condiviso con Jupp Heynckes)

Werder Brema: 1988, 1993, 1994

#### Competizioni internazionali
- Coppa delle Coppe: 1

Werder Brema: 1991-1992
- Coppa Intertoto: 1

Werder Brema: 1981

### Nazionale
- Campionato d'Europa: 1

Grecia: 2004